# Ливингстон (Алабама)
Ливингстон (енгл. Livingston) град је у америчкој савезној држави Алабама. По попису становништва из 2010. у њему је живело 3.485 становника.

## Демографија
Према попису становништва из 2010. у граду је живело 3.485 становника, што је 188 (5,7%) становника више него 2000. године.
| Група             | 2000.         | 2010.         |
| Белци             | 1.237 (37,5%) | 1.200 (34,4%) |
| Афроамериканци    | 2.004 (60,8%) | 2.226 (63,9%) |
| Азијати           | 6 (0,2%)      | 12 (0,3%)     |
| Хиспаноамериканци | 47 (1,4%)     | 25 (0,7%)     |
| Укупно            | 3.297         | 3.485         |